# FK Interas Visaginas
FK Interas var en fotbollsklubb i Visaginas i Litauen. 

## Historia
FK Interas grundades 1979.

## Placering tidigare säsonger
| Säsong    | Nivå | Liga                | Placering | Referens | Notering                   |
| --------- | ---- | ------------------- | --------- | -------- | -------------------------- |
| 1991      | 2    | I lyga              | 8         | [ 1 ]    |                            |
| 1991/1992 | 2    | I lyga              | 9         | [ 2 ]    |                            |
| 1992/1993 | 2    | I lyga              | 8         | [ 3 ]    |                            |
| 1993/1994 | 2    | I lyga              | 2         | [ 4 ]    | Uppflyttad till LFF lyga   |
| 1994/1995 | 1    | LFF lyga            | 12        | [ 5 ]    | Nedflyttad till II lyga    |
| 1995/1996 | 2    | II lyga             | 2         | [ 6 ]    | Uppflyttad till LFF lyga   |
| 1996/1997 | 1    | LFF lyga            | 14        | [ 7 ]    |                            |
| 1997/1998 | 1    | LFF lyga            | 14        | [ 8 ]    | Nedflyttad till II lyga    |
| 1998/1999 | 2    | Pirma lyga          | 5         | [ 9 ]    |                            |
| 1999      | 2    | Pirma lyga          | 5         | [ 10 ]   |                            |
| 2000      | 2    | Pirma lyga          | 11        | [ 11 ]   |                            |
| 2001      | 2    | Pirma lyga          | 7         | [ 12 ]   |                            |
| 2002      | 2    | Pirma lyga          | 14        | [ 13 ]   | Nedflyttad till Antra lyga |
| 2003      | 3    | Antra lyga (Pietūs) | 3         | [ 14 ]   |                            |
| 2004      | 3    | Antra lyga (Pietūs) | 3         | [ 15 ]   |                            |
| 2005      | 3    | Antra lyga (Pietūs) | 2         | [ 16 ]   | Uppflyttad till Pirma lyga |
| 2006      | 2    | Pirma lyga          | 8         | [ 17 ]   | Uppflyttad till A lyga     |
| 2007      | 1    | A lyga              | 10        | [ 18 ]   | Nedflyttad till Pirma lyga |
| 2008      | X    | Pirma lyga          | Upplöst   |          | Upplöst                    |

## Kända spelare
- Deividas Matulevičius (2007)